# Brad Barron
Brad Barron es una historieta italiana de ciencia ficción de la casa Sergio Bonelli Editore, creada por Tito Faraci.
Se estrenó en Italia en mayo de 2005 con el episodio titulado "Non umani". Fue la primera miniserie de Bonelli, siendo editados 18 álbumes más seis especiales. En España es publicada por Aleta Ediciones.

## Argumento y personajes
En los años 1950, la Tierra es invadida por los Morb, una malvada raza alienígena. El biólogo Brad Barron, veterano de la Segunda Guerra Mundial y profesor de la Universidad de Columbia, es tomado prisionero por los Morb y utilizado como conejillo de indias. Sin embargo, logra escapar y se pone en camino en busca de su esposa Gloria y de su hija, con las que ha perdido contacto el día de la invasión.

## Crossovers
Brad Barron ha sido protagonista de un cruce con Zagor (diciembre de 2018).